# Trattskål
Trattskål (Crocicreas cyathoideum) är en svampart. Trattskål ingår i släktet Crocicreas och familjen Helotiaceae.  Arten är reproducerande i Sverige.

## Underarter
Arten delas in i följande underarter:
- cacaliae
- pteridicola
- cyathoideum